# Jean-Yves Lallemand
Pour les articles homonymes, voir Lallemand.
Jean-Yves Lallemand est un scientifique français.
Ancien élève de l'École polytechnique (promotion X1962) et docteur ès sciences chimiques (thèse sous la direction de Marc Julia ENS), Jean-Yves Lallemand est directeur de recherche (classe exceptionnelle) au CNRS. Il a été professeur à l'École polytechnique de 1991 à 2008.
Entre 2000 et 2009, il dirige l'Institut de chimie des substances naturelles du CNRS à Gif-sur-Yvette, le plus grand laboratoire de chimie en France avec environ 300 personnes. Il est depuis mars 2009 le directeur émérite de l'ICSN.
Jean-Yves Lallemand est également membre de l'Académie des sciences depuis 1997 dans la section Chimie.